# 김종현 (1995년)
김종현(金鍾炫, 1995년 6월 8일 ~ )은 뉴이스트 활동 당시 예명은 JR이었으며, 대한민국의 가수, 배우이다. 뉴이스트의 리더, 메인댄서, 메인래퍼였다. 2017년 《PRODUCE 101 시즌2》에 참가하였으며, 최종 순위 14위를 차지하였다. 이후 2022년 3월까지 뉴이스트 활동 종료 후, 2022년 11월 솔로 데뷔앨범을 발매했다. 현재 가수 겸 배우로 활발히 활동 중이다.

## 학력
- 강릉초등학교 (졸업)
- 청담중학교 (졸업)
- 서울방송고등학교 방송콘텐츠과 (졸업)
- 동아방송예술대학교 방송연예계열 K-POP 전공 (졸업)
- 한양대학교 미래인재교육원 실용음악과 (재학)

## 음악 작품

### 솔로
- 솔로곡 WITH (2017)
- 솔로곡 I HATE YOU (2018)
- 솔로곡 DOOM DOOM (2021)
- 솔로 EP 1집 앨범 MERIDIEM (2022)
- 드라마 소리사탕 OST 별 (2023)
- 솔로 EP 2집 앨범 Brilliant Seasons (2024)

#### 피처링
- 유이 - "쏙쏙쏙" (2011)
- 윤지성 - SUMMER DRIVE (2022)
- 이근형 - Panic Disorder (공황장애) (2023)

### 작사 참여
| 발매연도 | 가수       | 앨범                              | 노래                                        | 참여부문 |
| 2014     | 뉴이스트   | NU`EST The First Album `Re:BIRTH` | CLIMAX                                      | 작사     |
| 2016     | 뉴이스트   | Q is                              | 나의 천국                                   | 작사     |
| 2016     | 뉴이스트   | Q is                              | 사실 말야                                   | 작사     |
| 2016     | 뉴이스트   | Q is                              | 티격태격                                    | 작사     |
| 2016     | 뉴이스트   | Canvas                            | Daybreak(Minhyun&JR)                        | 작사     |
| 2016     | 뉴이스트   | Canvas                            | R.L.T.L (Real Love True Love) (one morning) | 작사     |
| 2016     | 뉴이스트   | Canvas                            | Love Paint (every afternoon)                | 작사     |
| 2016     | 뉴이스트   | Canvas                            | Look (a starlight night)                    | 작사     |
| 2017     | 뉴이스트 W | NU'EST W '있다면'                 | 있다면                                      | 작사     |
| 2017     | 뉴이스트 W | W.HERE                            | 하루만                                      | 작사     |
| 2017     | 뉴이스트 W | W.HERE                            | WHERE YOU AT                                | 작사     |
| 2017     | 뉴이스트 W | W.HERE                            | WITH                                        | 작사     |
| 2018     | 뉴이스트 W | WHO,YOU                           | Signal                                      | 작사     |
| 2018     | 뉴이스트 W | WHO,YOU                           | DEJAVU                                      | 작사     |
| 2018     | 뉴이스트 W | WHO,YOU                           | 북극성(Polaris)                             | 작사     |
| 2018     | 뉴이스트 W | WHO,YOU                           | ylenoL                                      | 작사     |
| 2018     | 뉴이스트 W | WHO,YOU                           | 중력달(Gravity&Moon)                        | 작사     |
| 2018     | 뉴이스트 W | WHO,YOU                           | Shadow                                      | 작사     |
| 2018     | 뉴이스트 W | I Don't Care (With 스푼즈)        | I Don't Care                                | 작사     |
| 2018     | 뉴이스트 W | WAKE,N                            | L.I.E                                       | 작사     |
| 2018     | 뉴이스트 W | WAKE,N                            | HELP ME                                     | 작사     |
| 2018     | 뉴이스트 W | WAKE,N                            | I HATE YOU (JR SOLO)                        | 작사     |
| 2019     | 뉴이스트   | 노래 제목                         | 노래 제목                                   | 작사     |
| 2019     | 뉴이스트   | Happily Ever After                | Segno (Once upon a time)                    | 작사     |
| 2019     | 뉴이스트   | Happily Ever After                | BET BET (They met their fate)               | 작사     |
| 2019     | 뉴이스트   | Happily Ever After                | BASS (Under the spell)                      | 작사     |
| 2019     | 뉴이스트   | Happily Ever After                | Talk about love (Dawn merged into day)      | 작사     |
| 2019     | 뉴이스트   | Happily Ever After                | Different (Then they said)                  | 작사     |
| 2019     | 뉴이스트   | Happily Ever After                | Fine (Happily ever after)                   | 작사     |
| 2019     | 뉴이스트   | The Table                         | Call me back                                | 작사     |
| 2019     | 뉴이스트   | The Table                         | LOVE ME                                     | 작사     |
| 2019     | 뉴이스트   | The Table                         | ONE TWO THREE                               | 작사     |
| 2019     | 뉴이스트   | The Table                         | Trust me                                    | 작사     |
| 2019     | 뉴이스트   | Let's Love (With 스푼즈)          | Let's Love                                  | 작사     |
| 2020     | 뉴이스트   | The Nocturne                      | Moon Dance                                  | 작사     |
| 2020     | 뉴이스트   | The Nocturne                      | Firework                                    | 작사     |
| 2020     | 뉴이스트   | The Nocturne                      | Back To Me (평행우주)                       | 작사     |
| 2020     | 뉴이스트   | The Nocturne                      | 반딧별                                      | 작사     |
| 2020     | 뉴이스트   | DRIVE                             | DRIVE (Japanese Ver.)                       | 작사     |
| 2020     | 뉴이스트   | DRIVE                             | 노래 제목 (Japanese Ver.)                   | 작사     |

## 출연 작품

### 영화
- 일본 영화 《좋아해, 너를》 (2016) - 지우 역

### 드라마
- 중국 드라마 《고독한 미식가》 (2015) - 장화이산/장쓰난 역
- 한국 드라마 《너의 밤이 되어줄게》 (2021~2022) - 이신 역
- 한국 웹 드라마 《시작은 첫키스》 (2023) - 김봄 역
- 한국 드라마 《소리사탕-나를 채우는 너의 소리》 (2023) - 강해성 역

### 예능 (게스트 제외)
- Mnet 《PRODUCE 101 시즌2》 (2017) - 참가자
- JTBC 《밤도깨비》 (2017) - 고정 출연
- SBS 《마스터키》 (2017) - 참가자
- tvN 《수상한 가수》 (2017) - 고정 판정단
- SBS 《정글의 법칙 in 파타고니아》 - 선발대
- SBS 《인기가요》 (2018.01.28) - 스페셜 MC
- JTBC2 《사서고생 시즌2 : 팔아다이스》 (2018) - 고정 출연
- JTBC 《랜선라이프 - 크리에이터가 사는법》 (2018) - 고정 MC
- KBS2 《배틀트립》 (2018) - 98~99회 스페셜 MC
- Mnet 《러브캐처》 (2018) - 고정 왓처
- KBS2 《해피 투게더 4》 (2018) - 2회 스페셜 MC
- Mnet 《니가 알던 내가 아냐 시즌1》 (2018) - 고정 MC
- SBS 《인기가요》 (2019) - 1001회 스페셜 MC
- Mnet 《유학소녀》 (2019) - 스토리텔러
- NQQ 《위플레이》 (2020) - 고정멤버

### 광고 (개인)
- 오리진스 (2019.09~)

‘대세’ 뉴이스트 JR, 자연주의 뷰티 브랜드 광고 모델 발탁(공식) 
JR(김종현) 모델 캠페인 컨텐츠 릴리즈 후 제품 완판 및 신규고객 250% 상승 
- 더 샘 (2023.04~)

### 수상 및 후보
| 연도 | 시상식                     | 부문        | 작품       | 결과 |
| ---- | -------------------------- | ----------- | ---------- | ---- |
| 2019 | 대한민국 퍼스트브랜드 대상 | 남자 예능돌 | 랜선라이프 | 수상 |